# Улица Ханджяна
Улица Ханджяна (арм. Խանջյան փողոց) — улица в Ереване, в центральном районе Кентрон, проходит от проспекта Тиграна Меца как продолжение улицы Агатангелоса и за улицей Налбандяна переходит в улицу Московян, вместе с которой и улицами Сарьяна и М. Хоренаци образует охватывающее город дорожное кольцо. Является важным транспортным узлом как и на уровне Еревана, так и на междугороднем уровне. Длина улицы 1,6 км

## История
Современное название в честь советского партийного деятеля Агаси Ханджяна (1901—1936). До этого, улица имела название Гетарчай, который получил благодаря реке Гетар, которая частично течёт рядом с улицей, в Кольцевом бульваре, для которой она также является границей.

## Достопримечательности
- д. 27 — Федерация футбола Армении

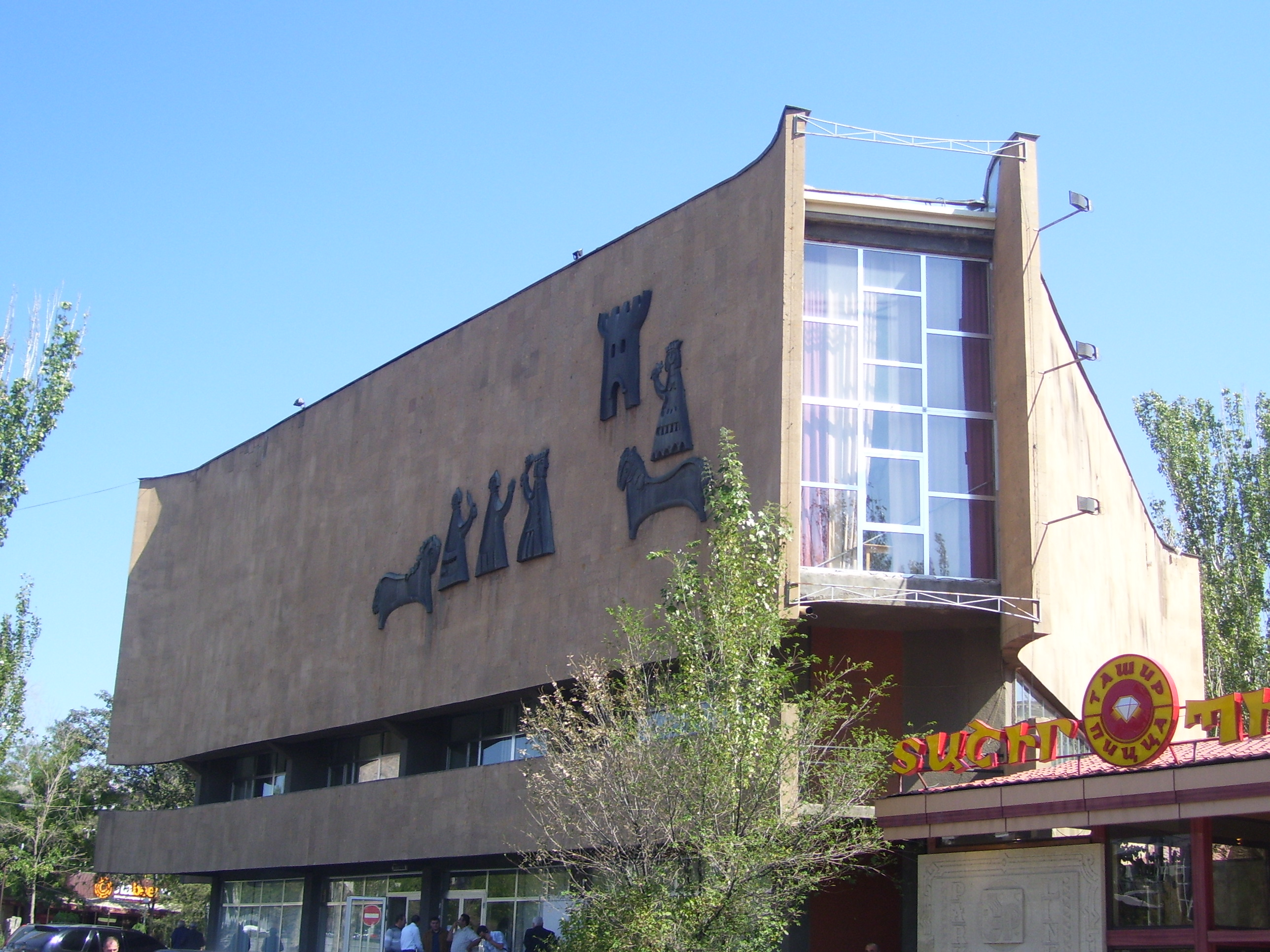
Дом шахмат имени Тиграна Петросяна

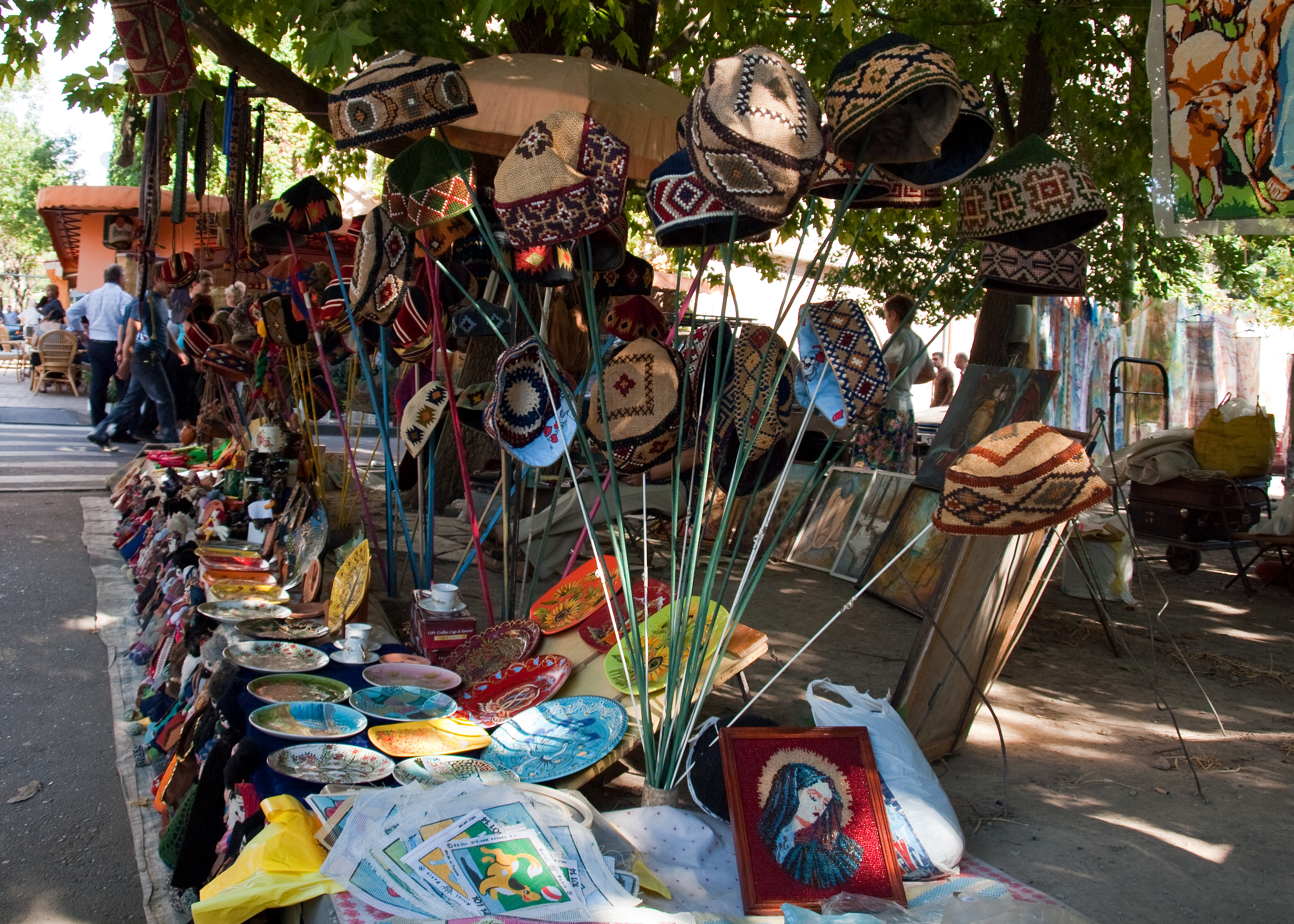
Ереванский Вернисаж

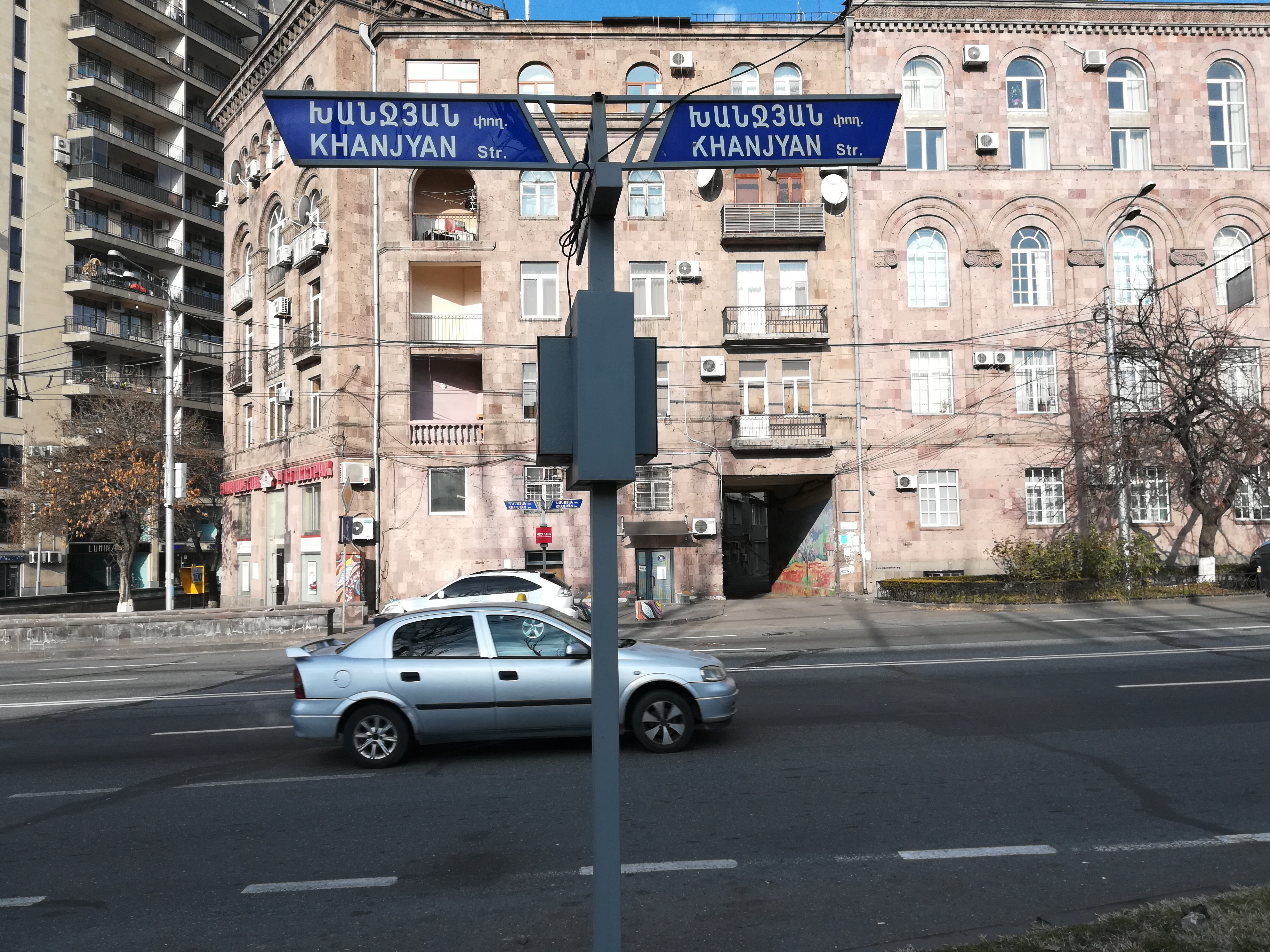
Уличный указатель

- д. 50а — Дом шахмат имени Тиграна Петросяна[2]

- Ереванский Вернисаж
- Музыкальная специализированная школа им. Александра Спендиаряна (у перекрёстка с улицей Чайковского)

## Известные жители
д. 31 — Маргар Асратян